# سكوت كروغ
سكوت كروغ هو سياسي أمريكي، ولد في 16 سبتمبر 1975 في ويسكونسن رابيدز في الولايات المتحدة. نشط حزبياً في الحزب الجمهوري. وقد انتخب عضو جمعية ولاية ويسكونسن ‏.